# منتخب الإمارات العربية المتحدة للكريكيت للسيدات تحت 19 سنة
منتخب الإمارات العربية المتحدة للكريكيت للسيدات تحت 19 سنة- هو الفريق الذي يمثل دولة الإمارات العربية المتحدة في رياضة الكريكيت للسيدات تحت 19 سنة وذلك على المستوى الدولي. ويتم إدارة الفريق من قبل مجلس الإمارات للكريكيت (ECB).
وقد تأهلت الإمارات العربية المتحدة إلى بطولة كأس العالم للسيدات تحت 19 سنة T20 الافتتاحية بعد الفوز بتصفيات آسيا ، فالإمارات العربية لم تتلقى أية هزيمة في بطولة مكونة من خمسة فرق.  وقد وصل الفريق إلى مرحلة السوبر ست من البطولة الافتتاحية. 

## تاريخ
لقد كان من المقرر أن تقام بطولة كأس العالم للسيدات تحت 19 سنة الافتتاحية في يناير 2021م، إلا أنه قد تم تأجيلها لعدة مرات وذلك بسبب جائحة كوفيد-19 .  وفي نهاية المطاف كان من المقرر أن تقام البطولة في عام 2023م ، في دولة جنوب أفريقيا . وقد تنافست الإمارات العربية المتحدة في تصفيات آسيا المؤهلة للبطولة في يونيو 2022م في ماليزيا . حيث فاز الفريق بجميع مبارياته في دور المجموعات، بما في ذلك فوز حاسم بستة ويكيت على تايلاند، للتأهل إلى البطولة. 
وقد أعلنت الإمارات العربية المتحدة عن تشكيلتها للبطولة في 26 ديسمبر 2022، وقد تم الإعلان عن الكابتن نجيب عمار مدربًا رئيسيًا للفريق.  وقد صل الفريق إلى مرحلة الستة الكبار، حيث احتل المركز الأخير في مجموعته. 

## الاستدعاءات الأخيرة
والجدول أدناه يحتوي على جميع اللاعبين الذين قد تم اختيارهم في التشكيلات الأخيرة للمنتخب الإماراتي تحت 19 عامًا. وحاليًا، يتضمن ذلك الفرق المشاركة في تصفيات كأس العالم T20 لآسيا 2022 وكأس العالم ICC للسيدات تحت 19 عامًا T20 2023. 
| اسم               | الأستدعاءات الحديثة |
| ----------------- | ------------------- |
| جيا بهاتيا        | تصفيات 2022م        |
| سمايرا دارنيداركا | كأس العالم 2023م    |
| ماهيكا جور        | كأس العالم 2023م    |
| سيا جوكهال        | كأس العالم 2023     |
| جيثيكا جيوثيس     | كأس العالم 2023     |
| لافانيا كيني      | كأس العالم 2023     |
| فايشناف ماهيش     | كأس العالم 2023     |
| إندوجا نانداكومار | كأس العالم 2023     |
| رينيتا راجيث      | كأس العالم 2023     |
| ريشيتا راجيث      | كأس العالم 2023     |
| سانجانا راميش     | كأس العالم 2023     |
| ثيرثا ساتيش       | كأس العالم 2023     |
| سانشين سينغ       | كأس العالم 2023     |
| أفني سونيل باتيل  | كأس العالم 2023     |
| أرشانا سوبريا     | كأس العالم 2023     |
| اشيثا زهرة        | كأس العالم 2023     |

## السجلات والإحصائيات
ملخص المباريات الدولية
اعتبارًا من 25 يناير 2023
| التسجيلات                              |   |   |   |   |       |                     |
| شكل                                    | م | و | ل | ت | د/ن ر | المباراة الافتتاحية |
| بطولة Twenty20 الدولية للشباب والسيدات | 5 | 0 | 5 | 0 | 0     | 14 يناير 2023       |

سجل فريق Twenty20 للسيدات الشابات في مواجهة دول أخرى
اعتبارًا من 25 يناير 2023م
| الأعضاء الكاملون في الأتحاد الدولي |   |   |   |   |     |                 |             |
| الخصم                              | م | و | ل | ت | ن ر | المباراة الاولى | الفوز الأول |
| أستراليا                           | 1 | 0 | 1 | 0 | 0   | 23 يناير 2023   |             |
| بنجلاديش                           | 1 | 0 | 1 | 0 | 0   | 25 يناير 2023   |             |
| الهند                              | 1 | 0 | 1 | 0 | 0   | 16 يناير 2023   |             |
| جنوب أفريقيا                       | 1 | 0 | 1 | 0 | 0   | 18 يناير 2023   |             |

| الأعضاء المنتسبين |   |   |   |   |     |                 |             |
| الخصم             | م | و | ل | ت | ن ر | المباراة الاولى | الفوز الأول |
| اسكتلندا          | 1 | 0 | 1 | 0 | 0   | 14 يناير 2023   |             |

## سجل كأس العالم تحت 19 سنة
| سجل الإمارات العربية المتحدة في بطولة كأس العالم للشباب تحت 19 سنة | سجل الإمارات العربية المتحدة في بطولة كأس العالم للشباب تحت 19 سنة | سجل الإمارات العربية المتحدة في بطولة كأس العالم للشباب تحت 19 سنة | سجل الإمارات العربية المتحدة في بطولة كأس العالم للشباب تحت 19 سنة | سجل الإمارات العربية المتحدة في بطولة كأس العالم للشباب تحت 19 سنة | سجل الإمارات العربية المتحدة في بطولة كأس العالم للشباب تحت 19 سنة | سجل الإمارات العربية المتحدة في بطولة كأس العالم للشباب تحت 19 سنة | سجل الإمارات العربية المتحدة في بطولة كأس العالم للشباب تحت 19 سنة | سجل الإمارات العربية المتحدة في بطولة كأس العالم للشباب تحت 19 سنة |
| سنة                                                                | نتيجة                                                              | Pos                                                                | №                                                                  | Pld                                                                | W                                                                  | L                                                                  | T                                                                  | NR                                                                 |
| ------------------------------------------------------------------ | ------------------------------------------------------------------ | ------------------------------------------------------------------ | ------------------------------------------------------------------ | ------------------------------------------------------------------ | ------------------------------------------------------------------ | ------------------------------------------------------------------ | ------------------------------------------------------------------ | ------------------------------------------------------------------ |
| 2023                                                               | سوبر 6                                                             | -                                                                  | 16                                                                 | 5                                                                  | 0                                                                  | 5                                                                  | 0                                                                  | 0                                                                  |
| 2025                                                               | سيتم تحديده                                                        | سيتم تحديده                                                        | سيتم تحديده                                                        | سيتم تحديده                                                        | سيتم تحديده                                                        | سيتم تحديده                                                        | سيتم تحديده                                                        | سيتم تحديده                                                        |
| i2027                                                              | سيتم تحديده                                                        | سيتم تحديده                                                        | سيتم تحديده                                                        | سيتم تحديده                                                        | سيتم تحديده                                                        | سيتم تحديده                                                        | سيتم تحديده                                                        | سيتم تحديده                                                        |
| المجموع                                                            |                                                                    |                                                                    |                                                                    | 5                                                                  | 0                                                                  | 5                                                                  | 0                                                                  | 0                                                                  |